# 贝勒孔布-塔朗多勒
贝莱孔布塔朗多（法語：Bellecombe-Tarendol）是法国德龙省的一个市镇，属于尼永区（Nyons）比伊勒巴罗涅县（Buis-les-Baronnies）。该市镇总面积13.48平方公里，2009年时的人口为98人。

## 人口
贝莱孔布塔朗多人口变化图示